# Лас-Льосас
Лас-Льосас (Catalan pronunciation: [ləz ˈʎɔsəs]) — муніципалітет в Іспанії, у складі автономної спільноти Каталонія, у провінції Жирона. Муніципалітет займає територію 114 км2, а населення у 2024 році становило 199.  Він включає ексклав у Борреда.